# Llista d'asteroides/901–1000
| Nom               | Data de descobriment    | Lloc de descobriment                         | Descobridor(s)    |
| ----------------- | ----------------------- | -------------------------------------------- | ----------------- |
| 901 Brunsia       | 30 d'agost del 1918     | Heidelberg, Alemanya                         | M. F. Wolf        |
| 902 Probitas      | 3 de setembre del 1918  | Viena, Àustria                               | J. Palisa         |
| 903 Nealley       | 13 de setembre del 1918 | Viena, Àustria                               | J. Palisa         |
| 904 Rockefellia   | 29 d'octubre del 1918   | Heidelberg, Alemanya                         | M. F. Wolf        |
| 905 Universitas   | 30 d'octubre del 1918   | Bergedorf, Alemanya                          | A. Schwassmann    |
| 906 Repsolda      | 30 d'octubre del 1918   | Bergedorf, Alemanya                          | A. Schwassmann    |
| 907 Rhoda         | 12 de novembre del 1918 | Heidelberg, Alemanya                         | M. F. Wolf        |
| 908 Buda          | 30 de novembre del 1918 | Heidelberg, Alemanya                         | M. F. Wolf        |
| 909 Ulla          | 7 de febrer del 1919    | Heidelberg, Alemanya                         | K. Reinmuth       |
| 910 Anneliese     | 1 de març del 1919      | Heidelberg, Alemanya                         | K. Reinmuth       |
| 911 Agamemnon     | 19 de març del 1919     | Heidelberg, Alemanya                         | K. Reinmuth       |
| 912 Maritima      | 27 d'abril del 1919     | Bergedorf, Alemanya                          | A. Schwassmann    |
| 913 Otila         | 19 de maig del 1919     | Heidelberg, Alemanya                         | K. Reinmuth       |
| 914 Palisana      | 14 de juliol del 1919   | Heidelberg, Alemanya                         | M. F. Wolf        |
| 915 Cosette       | 14 de desembre del 1918 | Alger, Algèria                               | F. Gonnessiat     |
| 916 America       | 7 d'agost del 1915      | Observatori Simeiz, Crimea                   | G. N. Neujmin     |
| 917 Lyka          | 5 de setembre del 1915  | Observatori Simeiz, Crimea                   | G. N. Neujmin     |
| 918 Itha          | 12 d'agost del 1919     | Heidelberg, Alemanya                         | K. Reinmuth       |
| 919 Ilsebill      | 30 d'octubre del 1918   | Heidelberg, Alemanya                         | M. F. Wolf        |
| 920 Rogeria       | 1 de setembre del 1919  | Heidelberg, Alemanya                         | K. Reinmuth       |
| 921 Jovita        | 4 de setembre del 1919  | Heidelberg, Alemanya                         | K. Reinmuth       |
| 922 Schlutia      | 18 de setembre del 1919 | Heidelberg, Alemanya                         | K. Reinmuth       |
| 923 Herluga       | 30 de setembre del 1919 | Heidelberg, Alemanya                         | K. Reinmuth       |
| 924 Toni          | 20 d'octubre del 1919   | Heidelberg, Alemanya                         | K. Reinmuth       |
| 925 Alphonsina    | 13 de gener del 1920    | Barcelona                                    | J. Comas Solà     |
| 926 Imhilde       | 15 de febrer del 1920   | Heidelberg, Alemanya                         | K. Reinmuth       |
| 927 Ratisbona     | 16 de febrer del 1920   | Heidelberg, Alemanya                         | M. F. Wolf        |
| 928 Hildrun       | 23 de febrer del 1920   | Heidelberg, Alemanya                         | K. Reinmuth       |
| 929 Algunde       | 10 de març del 1920     | Heidelberg, Alemanya                         | K. Reinmuth       |
| 930 Westphalia    | 10 de març del 1920     | Bergedorf, Alemanya                          | W. Baade          |
| 931 Whittemora    | 19 de març del 1920     | Alger, Algèria                               | F. Gonnessiat     |
| 932 Hooveria      | 23 de març del 1920     | Viena, Àustria                               | J. Palisa         |
| 933 Susi          | 10 de febrer del 1927   | Heidelberg, Alemanya                         | K. Reinmuth       |
| 934 Thüringia     | 15 d'agost del 1920     | Bergedorf, Alemanya                          | W. Baade          |
| 935 Clivia        | 7 de setembre del 1920  | Heidelberg, Alemanya                         | K. Reinmuth       |
| 936 Kunigunde     | 8 de setembre del 1920  | Heidelberg, Alemanya                         | K. Reinmuth       |
| 937 Bethgea       | 12 de setembre del 1920 | Heidelberg, Alemanya                         | K. Reinmuth       |
| 938 Chlosinde     | 9 de setembre del 1920  | Heidelberg, Alemanya                         | K. Reinmuth       |
| 939 Isberga       | 4 d'octubre del 1920    | Heidelberg, Alemanya                         | K. Reinmuth       |
| 940 Kordula       | 10 d'octubre del 1920   | Heidelberg, Alemanya                         | K. Reinmuth       |
| 941 Murray        | 10 d'octubre del 1920   | Viena, Àustria                               | J. Palisa         |
| 942 Romilda       | 11 d'octubre del 1920   | Heidelberg, Alemanya                         | K. Reinmuth       |
| 943 Begonia       | 20 d'octubre del 1920   | Heidelberg, Alemanya                         | K. Reinmuth       |
| 944 Hidalgo       | 31 d'octubre del 1920   | Bergedorf, Alemanya                          | W. Baade          |
| 945 Barcelona     | 3 de febrer del 1921    | Barcelona                                    | J. Comas Solà     |
| 946 Poësia        | 11 de febrer del 1921   | Heidelberg, Alemanya                         | M. F. Wolf        |
| 947 Monterosa     | 8 de febrer del 1921    | Bergedorf, Alemanya                          | A. Schwassmann    |
| 948 Jucunda       | 3 de març del 1921      | Heidelberg, Alemanya                         | K. Reinmuth       |
| 949 Hel           | 11 de març del 1921     | Heidelberg, Alemanya                         | M. F. Wolf        |
| 950 Ahrensa       | 11 d'abril del 1921     | Heidelberg, Alemanya                         | K. Reinmuth       |
| 951 Gaspra        | 30 de juliol del 1916   | Observatori Simeiz, Crimea                   | G. N. Neujmin     |
| 952 Caia          | 27 d'octubre del 1916   | Observatori Simeiz, Crimea                   | G. N. Neujmin     |
| 953 Painleva      | 29 d'abril del 1921     | Alger, Algèria                               | B. Jekhovsky      |
| 954 Li            | 4 d'agost del 1921      | Heidelberg, Alemanya                         | K. Reinmuth       |
| 955 Alstede       | 5 d'agost del 1921      | Heidelberg, Alemanya                         | K. Reinmuth       |
| 956 Elisa         | 8 d'agost del 1921      | Heidelberg, Alemanya                         | K. Reinmuth       |
| 957 Camelia       | 7 de setembre del 1921  | Heidelberg, Alemanya                         | K. Reinmuth       |
| 958 Asplinda      | 28 de setembre del 1921 | Heidelberg, Alemanya                         | K. Reinmuth       |
| 959 Arne          | 30 de setembre del 1921 | Heidelberg, Alemanya                         | K. Reinmuth       |
| 960 Birgit        | 1 d'octubre del 1921    | Heidelberg, Alemanya                         | K. Reinmuth       |
| 961 Gunnie        | 10 d'octubre del 1921   | Heidelberg, Alemanya                         | K. Reinmuth       |
| 962 Aslög         | 25 d'octubre del 1921   | Heidelberg, Alemanya                         | K. Reinmuth       |
| 963 Iduberga      | 26 d'octubre del 1921   | Heidelberg, Alemanya                         | K. Reinmuth       |
| 964 Subamara      | 27 d'octubre del 1921   | Viena, Àustria                               | J. Palisa         |
| 965 Angelica      | 4 de novembre del 1921  | La Plata, Argentina                          | J. Hartmann       |
| 966 Muschi        | 9 de novembre del 1921  | Bergedorf, Alemanya                          | W. Baade          |
| 967 Helionape     | 9 de novembre del 1921  | Bergedorf, Alemanya                          | W. Baade          |
| 968 Petunia       | 24 de novembre del 1921 | Heidelberg, Alemanya                         | K. Reinmuth       |
| 969 Leocadia      | 5 de novembre del 1921  | Observatori Simeiz, Crimea                   | S. Beljavskij     |
| 970 Primula       | 29 de novembre del 1921 | Heidelberg, Alemanya                         | K. Reinmuth       |
| 971 Alsatia       | 23 de novembre del 1921 | Niça, França                                 | A. Schaumasse     |
| 972 Cohnia        | 18 de gener del 1922    | Heidelberg, Alemanya                         | M. F. Wolf        |
| 973 Aralia        | 18 de març del 1922     | Heidelberg, Alemanya                         | K. Reinmuth       |
| 974 Lioba         | 18 de març del 1922     | Heidelberg, Alemanya                         | K. Reinmuth       |
| 975 Perseverantia | 27 de març del 1922     | Viena, Àustria                               | J. Palisa         |
| 976 Benjamina     | 27 de març del 1922     | Alger, Algèria                               | B. Jekhovsky      |
| 977 Philippa      | 6 d'abril del 1922      | Alger, Algèria                               | B. Jekhovsky      |
| 978 Aidamina      | 18 de maig del 1922     | Observatori Simeiz, Crimea                   | S. Beljavskij     |
| 979 Ilsewa        | 29 de juny del 1922     | Heidelberg, Alemanya                         | K. Reinmuth       |
| 980 Anacostia     | 21 de novembre del 1921 | Washington D.C                               | G. H. Peters      |
| 981 Martina       | 23 de setembre del 1917 | Observatori Simeiz, Crimea                   | S. Beljavskij     |
| 982 Franklina     | 21 de maig del 1922     | Johannesburg, Sud-àfrica                     | H. E. Wood        |
| 983 Gunila        | 30 de juliol del 1922   | Heidelberg, Alemanya                         | K. Reinmuth       |
| 984 Gretia        | 27 d'agost del 1922     | Heidelberg, Alemanya                         | K. Reinmuth       |
| 985 Rosina        | 14 d'octubre del 1922   | Heidelberg, Alemanya                         | K. Reinmuth       |
| 986 Amelia        | 19 d'octubre del 1922   | Barcelona                                    | J. Comas Solà     |
| 987 Wallia        | 23 d'octubre del 1922   | Heidelberg, Alemanya                         | K. Reinmuth       |
| 988 Appella       | 10 de novembre del 1922 | Alger, Algèria                               | B. Jekhovsky      |
| 989 Schwassmannia | 18 de novembre del 1922 | Bergedorf, Alemanya                          | A. Schwassmann    |
| 990 Yerkes        | 23 de novembre del 1922 | Williams Bay, Wisconsin (Observatori Yerkes) | G. Van Biesbroeck |
| 991 McDonalda     | 24 d'octubre del 1922   | Williams Bay, Wisconsin (Observatori Yerkes) | O. Struve         |
| 992 Swasey        | 14 de novembre del 1922 | Williams Bay, Wisconsin (Observatori Yerkes) | O. Struve         |
| 993 Moultona      | 12 de gener del 1923    | Williams Bay, Wisconsin (Observatori Yerkes) | G. Van Biesbroeck |
| 994 Otthild       | 18 de març del 1923     | Heidelberg, Alemanya                         | K. Reinmuth       |
| 995 Sternberga    | 8 de juny del 1923      | Observatori Simeiz, Crimea                   | S. Beljavskij     |
| 996 Hilaritas     | 21 de març del 1923     | Viena, Àustria                               | J. Palisa         |
| 997 Priska        | 12 de juliol del 1923   | Heidelberg, Alemanya                         | K. Reinmuth       |
| 998 Bodea         | 6 d'agost del 1923      | Heidelberg, Alemanya                         | K. Reinmuth       |
| 999 Zachia        | 9 d'agost del 1923      | Heidelberg, Alemanya                         | K. Reinmuth       |
| 1000 Piazzia      | 12 d'agost del 1923     | Heidelberg, Alemanya                         | K. Reinmuth       |